# Ы̇
Cette page contient des caractères spéciaux ou non latins. S’ils s’affichent mal (▯, ?, etc.), consultez la page d’aide Unicode.
Ы̇ (minuscule : ы̇), appelé yérou point en chef, est une lettre additionnelle de l’alphabet cyrillique utilisée dans l’écriture de l’oudi de la fin du XIXe siècle au début du XXe siècle. Elle est composée du yérou ‹ Ы › diacrité d’un point suscrit.

## Utilisations
Le yérou point en chef ‹ а̇ › été utilisé en oudi dans la revue Сборник материалов для описания местностей и племен Кавказа. [Recueil de matériaux pour la description des contrées et tribus], notamment dans l’orthographe oudi utilisée dans la traduction des évangiles de 1902.

## Représentation informatique
Le yérou point suscrit peut être représenté avec les caractères Unicode suivants (cyrillique, diacritiques) :
| formes    | représentations | chaînes de caractères | points de code | descriptions                                                |
| --------- | --------------- | --------------------- | -------------- | ----------------------------------------------------------- |
| capitale  | Ы̇               | Ы◌̇                    | U+042B U+0307  | lettre majuscule cyrillique yérou diacritique point suscrit |
| minuscule | ы̇               | ы◌̇                    | U+044B U+0307  | lettre minuscule cyrillique yérou diacritique point suscrit |